# Agrostis cryptandra
Agrostis cryptandra é uma espécie de gramínea do gênero Agrostis, pertencente à família Poaceae.